# جيمس غريدي
جيمس غريدي (بالإنجليزية: James Grady)‏ (14 مارس 1971 في المملكة المتحدة - ) هو مدرب كرة قدم ولاعب كرة قدم بريطاني في مركز الهجوم. لعب مع دندي يونايتد ونادي بارتيك ثيسل ونادي دندي وهاميلتون أكاديميكال وGretna F.C. ‏ ونادي آير يونايتد ونادي غرينوك مورتون ونادي كلايدبانك ‏.

## وصلات خارجية
- جيمس غريدي على موقع قاعدة بيانات كرة القدم.إي يو (الإنجليزية)
- جيمس غريدي على موقع Soccerbase.com (لاعب) (الإنجليزية)